# Новая Галещина
Новая Галещина (укр. Нова Галещина) — посёлок, Новогалещинский поселковый совет, Козельщинский район, Полтавская область, Украина.
Является административным центром Новогалещинского поселкового совета, в который, кроме того, входят сёла Великая Безугловка и Горбани.

## Географическое положение
Посёлок городского типа Новая Галещина находится на левом берегу реки Рудька, выше по течению на расстоянии в 1 км расположено село Подгоровка, ниже по течению на расстоянии в 1,5 км расположено село Бондари (Кременчугский район), на противоположном берегу — село Горбани.
К посёлку примыкают сёла Великая Безугловка и Солоница.

## История
Село указано на специальной карте Западной части России Шуберта 1826-1840 годов как хутор  Галещина.
В конце XIX века на Харьково-Николаевской железной дороге была построена станция Галещина.
В 1958 году в результате объединения в один населенный пункт четырёх сел, расположенных возле станции Галещина, возникло село Новая Галещина, ставшее центром сельсовета.
В 1967 году численность населения составляла 538 человек, здесь действовали ремонтный завод, биофабрика, колхоз имени Калинина (специализировавшийся на выращивании озимой пшеницы), клуб и больница.
В 1968 году Новая Галещина стала посёлком городского типа. В 1974 году здесь действовали машиностроительный завод, биофабрика и несколько других предприятий.
В 1981 году численность населения составляла 3 тысячи человек, здесь действовали машиностроительный завод, биофабрика, средняя школа, больница, клуб, кинотеатр и библиотека.
В январе 1989 года численность населения составляла 3323 человека.
После создания в августе 1996 года государственной акционерной компании "Хлеб Украины" Новогалещинское хлебоприемное предприятие стало дочерним предприятием ГАК "Хлеб Украины", в ноябре 1997 года было принято решение о его приватизации.
В 1999 году в помещении закрытого магазина была оборудована церковь, открытая 21 мая 2000 года.
По результатам Всеукраинской переписи населения 2001 года численность населения составляла 2658 человек.
По состоянию на 1 января 2011 года численность населения составляла 2329 человек, на 1 января 2013 года — 2300 человек, на 1 января 2014 года — 2289 человек, на 1 января 2016 года — 2237 человек.

## Экономика
- Галещинский машиностроительный завод.
- Новогалещинская биофабрика[12][13] (в августе 2016 года Кабинет министров Украины разрешил приватизацию предприятия)[14]
- «Галещина-Агро», ЗАО.
- Новогалещинское хлебоприёмное предприятие.

## Объекты социальной сферы
- Новогалещинская средняя школа (с 1975 года).

## Транспорт
Через посёлок проходит железнодорожная линия Кременчуг — Полтава Южной железной дороги, находится станция Галещина. Рядом проходит автомобильная дорога М-22 (E 577).

## Объекты социальной сферы
- Детский сад.
- Клуб.
- Дом культуры.
- Фельдшерско-акушерский пункт.
- Больница.
- Спортивная площадка.
- Стадион.

## Достопримечательности
- Братская могила советских воинов.